# 320 p.n.e.
| [ Edytuj tabelę ] | |
| Władca Chin       | - 321 p.n.e. Shenjingwang 315 p.n.e.                                                                                      |
| Władca Egiptu     | - 323 p.n.e. Aleksander IV 309 p.n.e. - 323 p.n.e. Ptolemeusz I Soter 282 p.n.e.                                          |
| Król Epiru        | - 330 p.n.e. Neoptolemos II 313 p.n.e. - 325 p.n.e. Ajakides 317 p.n.e.                                                   |
| Tyran Heraklei    | - 337 p.n.e. Dionizjusz Dobry 305 p.n.e.                                                                                  |
| Król Ilirii       | - 335 p.n.e. Bardylis II 295 p.n.e.                                                                                       |
| Król Magadhy      | - 321 p.n.e. Ćandragupta Maurja 300 p.n.e.                                                                                |
| Król Macedonii    | - 323 p.n.e. Filip Arrhidaeus 317 p.n.e. - 323 p.n.e. Aleksander IV 309 p.n.e. - 321 p.n.e. Antypater (regent) 319 p.n.e. |
| Król Sparty       | - 370 p.n.e. Kleomenes II 309 p.n.e. - 331 p.n.e. Eudamidas I 305 p.n.e.                                                  |
| Król Sydonu       | - 332 p.n.e. Abdalonymos 312 p.n.e.                                                                                       |
| Król Syngalezów   | - 367 p.n.e. Mutasiva 307 p.n.e.                                                                                          |
| Król Tracji       | - 330 p.n.e. Seutes III 300 p.n.e.                                                                                        |

Rok 320 p.n.e.
stulecia: V wiek p.n.e. ~
IV wiek p.n.e. ~
III wiek p.n.e.

lata: 330 p.n.e. «
324 p.n.e. «
323 p.n.e. «
322 p.n.e. «
321 p.n.e. «
320 p.n.e. »
319 p.n.e. »
318 p.n.e. »
317 p.n.e. »
316 p.n.e. »
310 p.n.e.

## Wydarzenia
- Macedońscy wodzowie, Antygon I Jednooki i jego syn Demetriusz I Poliorketes, usiłowali stworzyć wielkie królestwo w Grecji, Macedonii i na Bliskim Wschodzie (datuje się to wydarzenie na lata około 320-301 p.n.e.)
- Zjazd diadochów w Triparadejsos
- Pyrron z Elidy stworzył podstawy doktryny sceptycznej (data sporna lub przybliżona)
- Pod względem populacji Aleksandria wyprzedziła Babilon i stała się największym miastem świata (dane szacunkowe).